# DFS 331
El DFS 331 era un prototipus de planador de transport de tropes alemany desenvolupat conjuntament entre DFS i Gotha. El planador va ser dissenyat pel Dr Hans Jacob, qui havia treballat en l'anterior DFS 230. Previst com a transport mitjà, estava dirigit a diversos dels objectius previstos per al DFS 230.
La visibilitat del copilot era bona, amb tot el morro de vidre, i el cos era molt ample, permetent-li carregar vehicles militars lleugers o canons antiaeris. El pilot disposava d'una cabina separada de la dels passatgers, desplaçada cap a l'esquerra, a la part davantera del cos. El prototipus va ser construït i provat el 1941; però el projecte s'abandonà davant del Gotha Go 242.

## Especificacions
- Dimensions:
  - Ala: 23.00 m
  - Llargada: 15.81 m
  - Alçada: 3.55 m (sobre rodes)
- Pes:
  - Buit: 2.270 kg
  - Màxim: 4.770 kg
  - Capacitat: aproximadament uns 2.000 kg de càrrega o 20 homes
- Propietats:
  - Velocitat màxima: 270 km/h
- Armes: 2 x MG 15
- Tripulació: 2